# 사막의 샘
《사막의 샘》은 MBC에서 2003년 12월 17일부터 2003년 12월 19일까지 방영된 창사 42주년 기념 특집 드라마이다. 해방 전후를 배경으로 한 초창기 방송인들의 일과 삶을 통해 친일청산의 의미를 그린다.

## 등장 인물

### 주요 인물
- 송일국 : 기현 역 (아역 신동호)
- 장신영 : 인희 역 (아역 박세영)
- 이형철 : 승모 역
- 신소미 : 옥희 역
- 최재호 : 용남 역

### 주변 인물
- 임현식 : 기현의 아버지 역 (우정출연)
- 윤주상 : 병후 역 - 인희의 아버지
- 이영희 : 인희의 어머니 역
- 이정길 : 영진 (이가라시 히데노리) 역 - 승모의 아버지
- 박영태 : 덕구 (사토 요스케) 역 - 경찰, 영진의 부하
- 홍성선 : 영수 역 - 라디오 한국어 방송 과장

### 그 외 인물
- 김조은 : 순이 역
- 박은수
- 이도련
- 박영태
- 김각중
- 문회원
- 오승명
- 홍순창
- 정한헌
- 홍성훈
- 김혜선
- 서영애
- 강상구
- 오현섭
- 정호근
- 오정석
- 최범호
- 윤용현
- 최영재
- 이지원
- 김세민
- 손준형
- 염재욱
- 이병식

### 특별출연
- 강재형